# Karoline Herfurth
Karoline Herfurth (Berlino, 22 maggio 1984) è un'attrice tedesca.

## Biografia
Nata nell'allora Berlino Est, è conosciuta soprattutto per aver recitato nel film premio Oscar The Reader - A voce alta e in Profumo - Storia di un assassino, film del 2006 basato sul romanzo Il profumo di Patrick Süskind. Nel film, diretto da Tom Tykwer, la Herfurth interpreta una venditrice di prugne, la prima vittima di Jean-Baptiste Grenouille, serial killer con una forma di iperosmia. L'immagine della Herfurth con Ben Whishaw nello sfondo è stata largamente usata per la promozione del film. Prima della sua comparsa a livello internazionale, Karoline Herfurth recitò in diversi film indipendenti tedeschi, come Ragazze pom pom al top (Mädchen, Mädchen) e Big Girls Don't Cry - La vita comincia oggi (Große Mädchen weinen nicht).

## Filmografia

### Attrice

#### Cinema
- Crazy, regia di Hans-Christian Schmid (2000)

- Ragazze pom pom al top (Mädchen Mädchen!), regia di Dennis Gansel (2001)
- Big Girls Don't Cry - La vita comincia oggi (Große Mädchen weinen nicht), regia di Maria von Heland (2002)
- Mein Name ist Bach, regia di Dominique de Rivaz (2003)
- Mädchen Mädchen 2, regia di Peter Gersina (2004)
- Anemonenherz, regia di Janina Dahse - cortometraggio (2004)
- Eine andere Liga, regia di Buket Alakus (2005)
- Profumo - Storia di un assassino (Perfume: The Story of a Murderer ), regia di Tom Tykwer (2006)
- Pornorama, regia di Marc Rothemund (2007)
- Im Winter ein Jahr, regia di Caroline Link (2008)
- The Reader - A voce alta (The Reader), regia di Stephen Daldry (2008)
- Berlin 36, regia di Kaspar Heidelbach (2009)
- Jerry Cotton, regia di Cyrill Boss e Philipp Stennert (2010)
- Vincent will Meer, regia di Ralf Huettner (2010)
- Das Leben ist zu lang, regia di Dani Levy (2010)
- Wir sind die Nacht, regia di Dennis Gansel (2010)
- So wie wir hier zusammen sind, regia di Sophie Kluge - cortometraggio (2010)
- Das Blaue vom Himmel, regia di Hans Steinbichler (2011)
- Festung, regia di Kirsi Liimatainen (2011)
- Zettl, regia di Helmut Dietl (2012)
- Errors of the Human Body, regia di Eron Sheean (2012)
- Passion, regia di Brian De Palma (2012)
- Fuck you, prof! (Fack ju Göhte), regia di Bora Dagtekin (2013)
- Rico, Oskar und die Tieferschatten, regia di Neele Leana Vollmar (2014)
- Traumfrauen, regia di Anika Decker (2015)
- Ghosthunters - Gli acchiappafantasmi (Gespensterjäger), regia di Tobi Baumann (2015)
- Rico, Oskar und das Herzgebreche, regia di Wolfgang Groos (2015)
- Fuck you, prof! 2 (Fack ju Göhte 2), regia di Bora Dagtekin (2015)
- Rico, Oskar und der Diebstahlstein, regia di Neele Leana Vollmar (2016)
- The Little Witch - La piccola strega (Die kleine Hexe), regia di Mike Schaerer (2018)
- Das perfekte Geheimnis, regia di Bora Dagtekin (2019)

#### Televisione
- Küss mich, Frosch, regia di Dagmar Hirtz - film TV (2000)
- Una principessa in fuga (Prinzessin macht blau), regia di Oliver Schmitz - film TV (2004)
- Deutschmänner, regia di Ulli Baumann - film TV (2006)
- Die Kinder der Flucht - serie TV, episodi 1x3 (2006)
- Peer Gynt, regia di Uwe Janson - film TV (2006)
- Das Wunder von Berlin, regia di Roland Suso Richter - film TV (2008)
- La guardiana di oche (Die Gänsemagd), regia di Sibylle Tafel - film TV (2009)
- You Are Wanted - serie TV, 5 episodi (2017)
- Beat - serie TV, 7 episodi (2018)

### Attrice e regista

#### Cinema
- SMS per te (SMS für Dich) (2016)
- Sweethearts (2019)
- Wunderschön (2020)

## Doppiatrici italiane
- Valentina Mari in Ragazze pom pom al top, The Reader - A voce alta, Le più belle fiabe dei Grimm
- Francesca Manicone in Berlin 36, The Little Witch - La piccola strega
- Ilaria Latini in Fuck you, prof!, Fuck you, prof! 2
- Federica De Bortoli in Big Girls Don't Cry
- Laura Latini in Profumo - Storia di un assassino
- Chiara Gioncardi in You Are Wanted
- Myriam Catania in Ghosthunters - Gli acchiappafantasmi
- Valentina Favazza in Beat